# Internationale Friedensfahrt 2001
Das Radsport-Etappenrennen 54. Internationale Friedensfahrt (Course de la paix) wurde vom 11. bis 19. Mai 2001 ausgetragen.
Die 54. Auflage der Internationalen Friedensfahrt bestand aus 10 Einzeletappen und führte auf einer Gesamtlänge von 1611 km von Łódź über Plzeň nach Potsdam. Das Team Telekom gewann die Mannschaftswertung. Die Bergwertung war Radosław Romanik aus der Mannschaft CCC Mat.

## Teilnehmer
Insgesamt waren 128 Fahrer in 22 Mannschaften am Start, darunter das Team Cologne mit fünf und das Team CCC Mat mit drei Fahrern. Bis zu 6 Fahrer pro Team waren zugelassen.
Teilnehmer waren:
| Firmenteams                      | Firmenteams                           |
| -------------------------------- | ------------------------------------- |
| Domo-Farm Frites ( Belgien)      | Team Telekom ( Deutschland)           |
| Mapei-Quick Step ( Italien)      | Team Coast ( Deutschland)             |
| CSC-World Online ( Dänemark)     | Festina ( Frankreich)                 |
| Mroz-Supradyn Witaminy ( Polen)  | Team Saturn ( Vereinigte Staaten)     |
| Team Cologne ( Deutschland)      | Team Nürnberger ( Deutschland)        |
| Wüstenrot-ZVVZ ( Tschechien)     | Collstrop-Palmans ( Belgien)          |
| Team Gerolsteiner ( Deutschland) | Agro Adler Brandenburg ( Deutschland) |
| PSK Remerx ( Tschechien)         | Team Wiesenhof ( Deutschland)         |
| CCC Mat ( Polen)                 | Atlas Lukulus ( Polen)                |
| Servisco ( Polen)                | Team Fakta ( Dänemark)                |

| Deutschland U23 | Tschechien U23 |

## Ergebnisse
| Ergebnis | Ergebnis         | Ergebnis      | Ergebnis      | Ergebnis |
| -------- | ---------------- | ------------- | ------------- | -------- |
| Erster   | Jakob Storm Piil | ø 41,0 km/std | Team Mroz ()  |          |
| Zweiter  | Aitor Garmendia  |               | Team Coast () |          |
| Dritter  | Radosław Romanik |               | CCC Mat ()    |          |

| Etappe     | Start – Ziel                | Etappensieger                      | Etappen- länge | Fahrzeit |
| ---------- | --------------------------- | ---------------------------------- | -------------- | -------- |
| 01. Etappe | Rund um Łódź                | Uwe Peschel (Team Gerolsteiner )   | 142 km         | 3:13:40  |
| 02. Etappe | Pabianice – Częstochowa     | Bogdan Bondariew (MSW )            | 178 km         | 3:44:06  |
| 03. Etappe | Kluczbork – Kudowa-Zdrój    | Jakob Storm Piil (CWO )            | 196 km         | 4:29:28  |
| 04. Etappe | Bystrzyca Kłodzka – Olomouc | Enrico Poitschke (Team Wiesenhof ) | 195 km         | 5:15:55  |
| 05. Etappe | Olomouc – Žďár nad Sázavou  | Marc Streel (Collstrop-Palmans )   | 170 km         | 4:14:22  |
| 06. Etappe | Žďár nad Sázavou – Plzeň    | Christian Lademann (AAMB ()        | 234 km         | 5:34:06  |
| 07. Etappe | Plzeň – Zwickau             | Jakob Storm Piil (CWO )            | 209 km         | 5:19:37  |
| 08. Etappe | Greiz - Plauen              | Thomas Liese (Team Nürnberger )    | 230 km         | 6:07:13  |
| 09. Etappe | Plauen – Gera               | Bogdan Bondariew (MSW )            | 097 km         | 2:14:32  |
| 10. Etappe | Schkeuditz – Potsdam        | Tilo Schüler (Deutschland)         | 166 km         | 4:18:13  |

1. ↑  Einzelzeitfahren